# Перші люди на Місяці (фільм, 2010)
"Перші люди на Місяці" (англ. The First Men in the Moon) — британська екранізація однойменного твору Г. Уеллса. Вперше показаний 19 жовтня 2010 року на каналі BBC Four.

## Сюжет
90-річний професор Джуліус Бедфорд (Рорі Кіннер) розповідає своєму наступнику Джиму (Алекс Ріделл) про подорож двох людей на Місяць 1909 року. Він мотивує це тим, що коли був молодим, то зустрівся з професором Кейвором (Марк Гатісс) і дізнався про винахід рідини, що нейтралізує гравітацію. Він розповів Кейвору, що його винахід може принести шалені прибутки та доставити їх на Місяць.
Оскільки на Місяці  є атмосфера, потреби у скафандрах немає. Прилетівши на планету, вони опиняються у полоні місцевих жителів - селенітів. Ситуація стає небезпечною після убивства Кейвором кількох селенітів.

## Актори
- Рорі Кіннір — Бедфорд
- Марк Гатісс — Професор Кейвор